# Jean Roucas
Pour les articles homonymes, voir Roucas et Avril (homonymie).

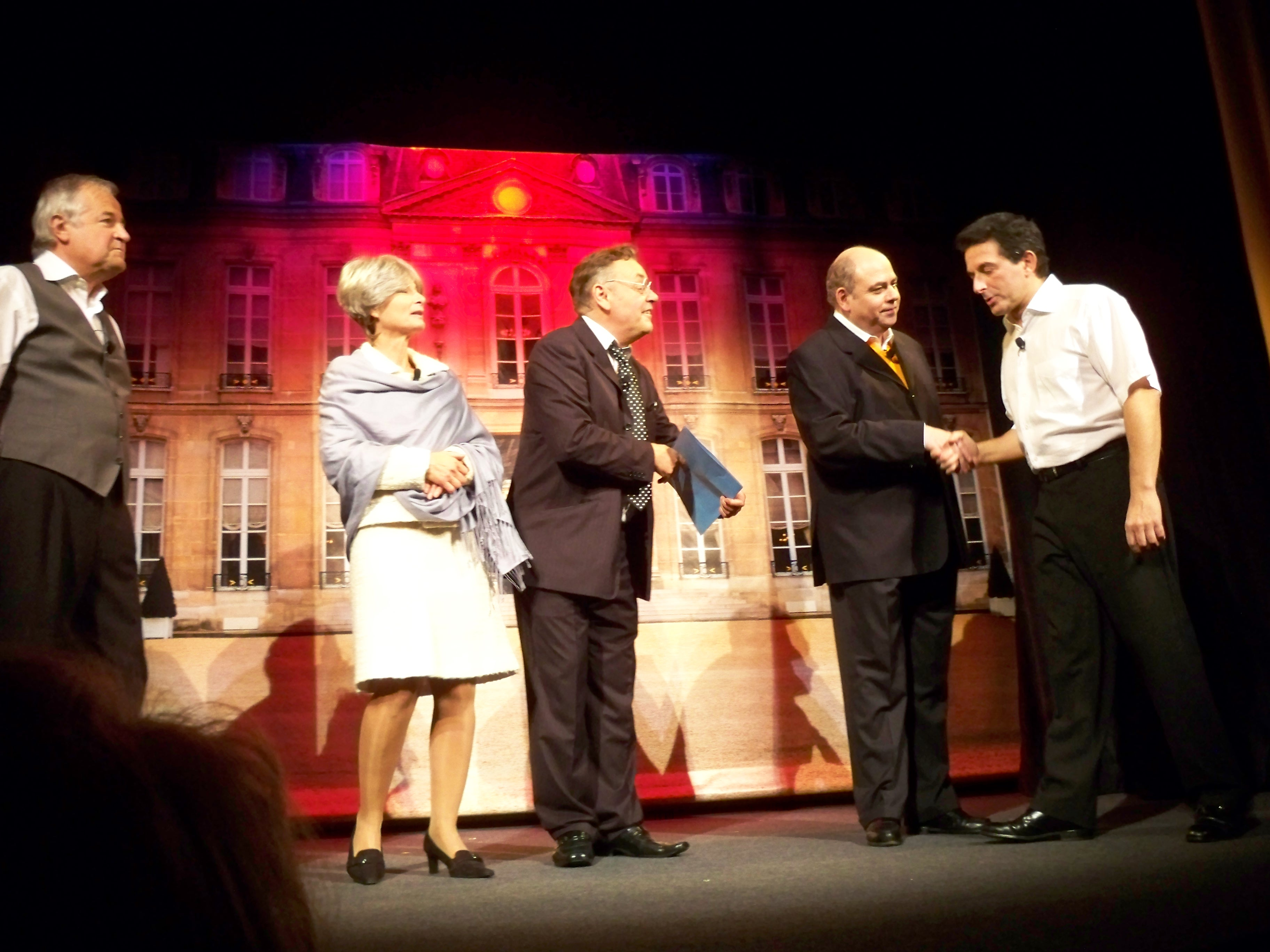
Jean Roucas et les comédiens du spectacle "P'tit coup de pompe à l'Élysée" en octobre 2009.

Jean Avril, dit Jean Roucas, né le 1er février 1952 à Marseille, est un humoriste, imitateur, animateur de télévision, animateur de radio et auteur de théâtre français. Il est notamment connu pour l'émission de télévision Le Bébête show et pour son émission de radio Les Roucasseries. Il a également interprété des chansons humoristiques.

## Biographie
Alors que son nom de famille est Avril, il choisit le pseudonyme de Roucas, en référence au quartier marseillais Le Roucas-Blanc, où il a passé sa jeunesse[réf. nécessaire]. Il commence très jeune au cabaret, à Marseille, avant de poursuivre à Paris vers 1975.

### Succès surTF1etEurope 1(1982-1994)
Il est repéré par Stéphane Collaro, en 1978, avec lequel il travaille dans les émissions Collaroshow (de 1979 à 1981) sur Antenne 2, Cocoboy (de 1982 à 1984), Cocoricocoboy (de 1984 à 1987) sur TF1 : il y interprète des sketches et réalise également, avec Guy Montagné, les voix de la rubrique Le Bébête show, dans laquelle il parodie des hommes politiques.
En 1985, il tient l'un des rôles principaux du film Le Gaffeur de Serge Pénard avec Jean Lefebvre et Denise Grey. Ce film, considéré comme un navet, fut un très mauvais choix, à cause de son agent artistique de l'époque, et marque la fin de sa carrière d'acteur au cinéma, alors que son agent avait refusé que Jean Roucas participe à l'un des rôles principaux du film Subway, de Luc Besson.
À la rentrée de septembre 1987, alors que Stéphane Collaro est parti travailler sur La Cinq, Jean Roucas anime en solo un show mensuel sur Antenne 2 Cadet Roucas diffusé à 20 h 50.
À partir de 1988, il travaille à nouveau avec Stéphane Collaro, pour les besoins du Bébête show, devenu une émission à part entière diffusée avant le Journal de 20 heures de TF1, avec Jean Amadou à l'écriture.
Il fut également animateur à la radio sur Europe 1, où il remplace Coluche, avec Les Roucasseries (1986 à 1994), et participa à plusieurs spectacles, notamment au théâtre des Deux Ânes, avec Jacques Mailhot et Jean Amadou, à la fin des années 1990. La période faste et de gloire de Jean Roucas est à situer entre 1983 et 1988.

### Depuis 1995
Après son départ du Bébête show et l'arrêt de l'émission Les Roucasseries  en juin 1994, les années qui suivent sont très difficiles. Il est pris en main une première fois par l'association La roue tourne, de Janalla Jarnach, qui vient en aide aux artistes déchus ou dans le besoin. Après s'être éloigné du milieu du spectacle durant quelques années, Jean Roucas a renoué avec celui-ci, avec l'aide et les conseils de l'association. Il se produit à nouveau sur scène, notamment au théâtre des Deux Ânes.
Il a aussi participé à l'émission de téléréalité Première Compagnie en 2005. Il publie la même année le livre Jamais l'un sans l'autre, coécrit avec sa femme Florence, dans lequel il raconte ses années de traversée du désert et ses déboires avec l'alcool.
Le 15 septembre 2013, il participe à l'université d'été du Front national à Marseille, où il annonce son ralliement à ce parti,.
Le 3 octobre 2013, il déclare à Nice-Matin constater « avec effroi, que la gauche caviar, qui tient les rênes du métier du spectacle, pardonne plus facilement à un type qui a massacré sa femme à coups de poing (Bertrand Cantat) qu'à moi, qui ai eu tort de dire mes sympathies ». Il reçoit à cette occasion le soutien de Michel Drucker et de Michel Fugain.
Le 29 mars 2015, après un tweet où il comparait François Hollande à Adolf Hitler, réagissant à des agressions subies par des militants FN, Jean Roucas est désavoué par Jacques Mailhot, le directeur du théâtre des Deux Ânes, qui annonce vouloir mettre fin à leur collaboration. Pour sa part, l'humoriste déclare qu'il « ne voulait pas comparer Hollande à Hitler [mais] juste attirer l'attention sur le côté facho des agressions subies par le FN ». Au même moment, Michel Drucker, qui souhaitait l'engager pour animer une rubrique sur le monde du spectacle ou des comiques depuis 1960, dans le cadre de son émission Vivement dimanche, annonce qu'il ne sera pas pris.
Le 27 octobre 2015, Jean Roucas annonce ne plus soutenir le FN et vouloir s'éloigner le plus possible de la politique, celle-ci ayant, selon ses dires, nui à sa carrière artistique. Le 2 novembre 2015, il annonce qu'il est de nouveau pris en main par l'association La roue tourne, son engagement au Front national ayant eu des conséquences catastrophiques pour la suite de sa carrière.

## Radio
Sur Europe 1
- 1986 : Samedi et vous avec Philippe Gildas et Françoise Rivière (samedi 9 h 15-11 h 30)
- 1986 : Les roucasseries du samedi  avec Françoise Rivière (samedi 9 h 15-11 h 30)
- 1987 -  1993: Les roucasseries du midi avec Françoise Rivière (1987) et Julie (11 h-12 h 30)
- 1993 - 1994 : Les roucasseries avec Fanfan, Denis Vincenti et Françoise Rivière (voix off) (11 h-12 h 30)
- 1995 - 1996 : Chez Jeannot avec Jacky Gallois (15 h 30-16 h 30)

Sur Rires et chansons
- 1996 - 1997: Saint-Jeannot, riez pour nous  (12h-13h)

## Théâtre
- 1994 :  Mission double zéro de Patrick Haudecœur au théâtre Déjazet
- 1995 : Le Juppet-Show avec Jean Amadou et Jacques Mailhot au théâtre des Deux Ânes
- 2002 : Le Fabuleux Destin de Monsieur Rafarin au théâtre des Deux Ânes
- 2008 : Ma femme est parfaite de Jean Barbier, mise en scène d’Éric Hénon avec Jean Roucas, Julie Arnold et Vannick Le Poulain, Karine Laleu et Mikael Brenterc'h au théâtre des Nouveautés à Paris
- 2009 : P'tit coup de pompe à l'Élysée avec Michel Guidoni, Florence Brunold et Jacques Mailhot
- 2011 :  Liberté, Égalité, Hilarité avec Jacques Mailhot et Pierre Douglas au théâtre des Deux Ânes
- 2012 : Hollande met le P.I.Bas , écrit avec Jacques Mailhot, au théâtre des Deux Ânes
- 2013  : Le secret de l'Abbé Taillère, de Jean Roucas
- 2014  : Flamby Le Magnifique, au théâtre des Deux Ânes
- 2014 - 2015  : France-Hollande, 0 partout au théâtre des Deux Ânes

## Émissions de télévision
- 1979 : Le Collaro show
- 1982 :  Co-Co Boy
- 1989:  Avis de Recherche
- 1983 - 1994: Le Bébête show
- 1984 : Cocoricocoboy
- 1987 : Cadet Roucas
- 1991 : Le Cadeau de Noël (participant)
- 1991 - 1994:  : Les Roucasseries du midi avec Julie le dimanche à 12 h 00, puis Spécial Roucasseries à partir du  15 février 1992[11] le dimanche à 19 h 25 sur La Cinq, puis Les Roucasseries du 1er février 1992[12] du 27 juillet 1994[13] sur TF1
- 2005 : Première Compagnie sur TF1 (candidat)

## Filmographie (fictions)
Sauf indication contraire, les informations mentionnées dans cette section peuvent être confirmées par la base de données cinématographiques IMDb,  présente dans la section « Liens externes ».
- 1985 : Le Gaffeur de Serge Pénard : Jean-Paul
- 1989 : Le Bonheur d'en face (série télévisée), épisode 16 : Jean-Paul Mostin

## Publications
- Jamais l'un sans l'autre, avec Florence Roucas, éditions Michel Lafon, (2005),  (ISBN 978-2749903675)
- Le Bêbête show, avec Stéphane Collaro et Jean Amadou,  (ISBN 978-2277228257).
- Les Roucasseries, éditions Michel Lafon (1992),  (ISBN 978-2908652123)
- Les Nouvelles Roucasseries, éditions France Loisirs (1992),  (ISBN 2724269144)
- Les Roucasseries, éditions Michel Lafon (1994),  (ISBN 2840980398)

## Vie privée
Il a 4 enfants : Vincent, Julien, Géraldine et  Marine de différents mariages.